# Vauriella goodfellowi
A Vauriella goodfellowi  a madarak osztályának verébalakúak (Passeriformes) rendjébe és a légykapófélék (Muscicapidae) családjába tartozó faj.

## Rendszerezése
A fajt William Robert Ogilvie-Grant skót ornitológus írta le 1905-ben, a Rhinomyias nembe Rhinomyias goodfellowi néven. Besorolása vitatott, egyes szervezetek jelenleg is ide sorolják. Tudományos faji nevét Walter Goodfellow brit zoológus tiszteletére kapta.

## Előfordulása
A Fülöp-szigetekhez tartozó Mindanao szigetén honos. Természetes élőhelyei a szubtrópusi vagy trópusi hegyi esőerdők. Állandó, nem vonuló faj.

## Megjelenése
Testhossza 18 centiméter.

## Természetvédelmi helyzete
Az elterjedési területe kicsi, egyedszáma pedig csökken. A mezőgazdaság, bányászat,  erdőirtás és a széttöredezettség veszélyezteti.  A Természetvédelmi Világszövetség Vörös listáján mérsékelten fenyegetett fajként szerepel.